# Eva Hoffman
Eva Hoffman (geboren als Ewa Wydra 1. Juli 1945 in Krakau) ist eine US-amerikanische Schriftstellerin.

## Leben
Ewa Wydras Eltern Boris und Maria Wydra sind polnische Überlebende des Holocaust. Die Familie emigrierte 1958 nach Vancouver in Kanada. Wydra studierte mit einem Stipendium Klavier und Literatur an der Rice University in Houston und an der Yale School of Music. Sie war von 1971 bis 1976 mit ihrem Kommilitonen Barry Hoffman verheiratet. Eva Hoffman wurde 1975 an der Harvard University promoviert. 
Hoffman wurde 1979 Redakteurin bei der New York Times und war dort von 1987 bis 1990 leitende Redakteurin für den New York Times Book Review. 
Hoffman erhielt Lehraufträge für Literatur und für Kreatives Schreiben an verschiedenen Colleges, so an der Columbia University, der University of Minnesota, der Tufts University, am Hunter College und an der University of California, Berkeley. 
Hoffman schreibt autobiografische Texte aus der Sicht der zweiten Generation nach dem Holocaust sowie Texte zur Geschichte der Juden in Osteuropa. Sie erhielt 1990 den Jean Stein Award der American Academy of Arts and Letters, 1992 eine Guggenheim Fellowship für Sachbücher und einen Whiting Award. 2008 wurde sie zur Ehrendoktorin der University of Warwick ernannt. Für eine italienische Radiosendung erhielt sie einen Prix Italia. Von 2015 bis 2018 war sie Gastprofessorin am University College London.

## Werke (Auswahl)
- Lost in Translation. Life in a New Language. 1989
  - Lost in translation. Ankommen in der Fremde. Übersetzung Gesine Strempel, Helmut Frielinghaus. Frankfurt am Main: Verlag Neue Kritik, 1993 ISBN 978-3-8015-0251-5
- Exit into History. A Journey Through the New Eastern Europe. 1993
- Shtetl: The Life and Death of a Small Town and the World of Polish Jews. Boston: Houghton Mifflin, 1997 ISBN 0-395-82295-5
  - Im Schtetl. Die Welt der polnischen Juden. Übersetzung Sylvia List. Wien: Zsolnay, 2000 ISBN 978-3-552-04959-8
- The Secret: A Novel. 2002
  - Die kopierte Frau. Roman. Übersetzung Renate Orth-Guttmann. Wien : Zsolnay, 2004 ISBN 978-3-552-05293-2
- After Such Knowledge. Memory, History and the Legacy of the Holocaust. New York: PublicAffairs, 2004
- Illuminations. A Novel. 2008, auch unter dem Titel Appassionata
- Time: Big Ideas, Small Books, London: Profile Books, 2009
- How to Be Bored, 2016